# Флинт (Уелс)
Вижте пояснителната страница за други значения на Флинт.
Флинт (на английски: Flint; на уелски: Y Fflint, Ъ Флинт) е град в Северен Уелс, графство Флинтшър. Разположен е около левия бряг на устието на река Дий на около 16 km западно английския град Честър. Първите сведения за града датират от 1284 г. Има жп гара. На около 12 km до югоизточната му част е летището на уелските градове Хардън и Бротън. Населението му е 11 936 жители според данни от преброяването през 2001 г.

## Личности
Уелският футболист-национал Иън Ръш е учил в града.